# Bardo Thödröl
| Tibetische Bezeichnung                                                       |
| ---------------------------------------------------------------------------- |
| Tibetische Schrift: བར་དོ་ཐོས་གྲོལ                                               |
| Wylie-Transliteration: bar do thos grol                                      |
| Aussprache in IPA: [pʰàrtò tʰǿʈʂʰø̀]                                          |
| Offizielle Transkription der VRCh: Pardo Toizhoi                             |
| THDL-Transkription: Bardo Thödröl                                            |
| Andere Schreibweisen: Bardo Thodol, Bardo Thödol, Bardo Thodrol, Bardo Todol |
| Chinesische Bezeichnung                                                      |
| Traditionell: 《中有聞解》                                                   |
| Vereinfacht: 《中有闻解》                                                    |
| Pinyin:Zhōng yǒu wén jiě                                                     |

Bardo Thödröl, auch Bardo Thödol (tib.: bar do thos grol; deutsch: „Befreiung durch Hören im Zwischenzustand“; auch: Tibetisches Totenbuch) ist eine buddhistische Schrift aus dem 8. Jahrhundert, die im 14. Jahrhundert in einer Höhle entdeckt wurde und auf den Begründer des tibetischen Buddhismus, Padmasambhava, zurückgeht. Das Bardo Thödröl ist eine der wenigen Schriften, die auf die Erlebnisse im Sterben, im Nach-Tod-Zustand und bei der Wiedergeburt eingeht, und soll Verstorbenen als Führer durch die Zeit der Bardo-Existenz zwischen Tod und Wiedergeburt dienen. Darüber hinaus ist das Bardo Thödröl eine Anweisung, wie der Verstorbene mit Hilfe vorgelesener Texte das Licht der Befreiung erkennen und den Kreislauf der Wiedergeburten verlassen kann. Diese „Kunst des Sterbens“ stehe jedem offen und müsse bereits im Leben, durch Zerreißen der Schleier der Maya, eingeübt werden.
Die Unterweisungen beinhalten Beschreibungen und Praktiken für den Bardo des Sterbens (Tschikhai-Bardo) den Bardo der Dharmata (Tschönyi-Bardo) und den darauf folgenden Bardo des Werdens (Sidpa-Bardo). Der Tschönyi-Bardo und der Sidpa-Bardo sind die beiden Bardos nach dem Tod, vor der nächsten Wiedergeburt in einem der Sechs Daseinsbereiche. Falls die Erscheinungen der Bardos nach dem Tod nicht als Projektionen des eigenen Geistes erkannt werden, wird der Verstorbene im Bardo des Werdens entweder seine zukünftigen Eltern sehen und in einem Körper ihrer Spezies wiedergeboren werden oder spontan in einem Götter- oder Höllenbereich geboren.
Der Name Tibetisches Totenbuch ist eine westliche Anlehnung an das Ägyptische Totenbuch, wird aber in den Originaltexten nicht verwendet.

## Die Bardos
Der Text des Bardo Thödröl besteht aus drei Teilen die die Zwischenzustände, genannt Bardos (tibetisch བར་དོ་, Wylie-Transliteration bar do, Sanskrit अन्तर्भाव, IAST-Transliteration antarbhāva) schildern:
1. Der erste, Tschikhai-Bardo genannte Teil schildert detailliert die physischen und psychischen Ereignisse im Sterbeprozess und im Moment des Todes. Der Tschikhai-Bardo endet mit der Wahrnehmung des Klaren Lichts, das nach buddhistischer Lehre die letztendliche Natur des Geistes und damit des Universums ist. In den Neurowissenschaften wird ein Void-State oder White Light-State genannt, der Ähnlichkeiten zu einem „Klaren Licht“ aufweist.
2. Der zweite, Tschönyi-Bardo genannte Teil beschäftigt sich mit den sogenannten karmischen Illusionen, die in diesem ersten Bardo nach dem Tod auftreten. Die Essenz der höchsten Wirklichkeit, repräsentiert durch Die friedvollen und rasenden Gottheiten erscheinen als sich entfaltendes Mandala. Der Tschönyi-Bardo endet mit einer überwältigenden Erscheinung der bisherigen Entwicklung des gesamten Universums und den potentiellen zukünftigen Entwicklungsmöglichkeiten. In Nahtoderfahrungen kommt dieser Zustand als Allwissenheitsempfinden vor.
3. Der dritte, Sipa-Bardo genannte Teil beschreibt wie das persönliche Karma (Ursache und Wirkung) und die Taten des Lebens rekapituliert werden, und die Abläufe beim Eintritt in einen der Sechs Daseinsbereiche der Wiedergeburt.

Im Bardo Thödröl wird das zugrundeliegende Muster der in den Bardos nach dem Tod auftretenden Phänomene beschrieben, die tatsächlichen Wahrnehmungen würden sich aber von Individuum zu Individuum unterscheiden.
Beispielsweise würden sich die im Tschönyi-Bardo erscheinenden tantrischen Gottheiten in der Wahrnehmung von verschiedenen Individuen bis zu einem bestimmten Grad unterschiedlich manifestieren, es sei aber die gleiche Gottheit. Die ebenfalls im Tschönyi-Bardo erscheinende Landschaft aus Licht werde von einem Individuum als unendliche, strahlende, ätherische Landschaft aus Licht mit an Blumen erinnernden Strukturen wahrgenommen, anderen erscheint sie als Blumenwiese.
Nach buddhistischer Lehre ist das Ziel der Praxis das Durchschauen der in den Bardos erscheinenden Phänomene als Projektionen des eigenen Geistes und das Erkennen ihrer illusionshaften Natur. Die Wahrnehmung der Phänomene als Projektionen des eigenen Geistes legt die innerste Natur des Geistes frei, die im Tibetischen Buddhismus Rigpa oder Klares Licht genannt wird. Am Ende des Tschikhai-Bardo erscheine das Klare Licht jedem Lebewesen auf natürliche Weise. Dieser Zeitpunkt der Wahrnehmung des Klaren Lichts am Ende des Tschikhai-Bardo sei nach tibetischer Lehre die beste Möglichkeit den Kreislauf der Wiedergeburten zu verlassen und in Nirvāṇa einzutreten.
Praktizierende des Tibetischen Buddhismus erlernen die Yoga- und Meditationstechniken für den Bardo des Sterbens (Tschikhai-Bardo) und die Bardos nach dem Tod (Tschönyi-Bardo und Sidpa-Bardo), um sie nach dem Tod wieder abrufen zu können.

## Praktische Anwendung
Dem Verstorbenen wird das Buch von einem Lama vorgelesen. Der Lama erinnert ihn daran, dass die Visionen Projektionen seines eigenen Geistes sind. Erkennt der Verstorbene dies im Zwischenzustand, kann er eine gute Wiedergeburt oder sogar völlige Befreiung erlangen. Voraussetzung ist, dass er sich bereits zu Lebzeiten in die beschriebenen Erscheinungen versenkt haben muss, um bereits im Leben durch das Erlebnis des Todes gegangen zu sein.

## Übersetzungen
In Tibet gibt es mehrere Varianten des Totenbuches, von denen in Europa die Nyingma-Version die bekannteste wurde. Diese hat Evans-Wentz 1927 erstmals auf Englisch herausgegeben. Der Übersetzer war Dawa Samdup (Zla wa bsam 'grub; 1868–1922), der in der englischen Ausgabe als Lama Kazi Dawa-Samdup bezeichnet wird. In der von Louise Göpfert-March 1935 aus dem Englischen ins Deutsche übersetzten und in der Schweiz herausgegebenen Ausgabe ist ein psychologischer Kommentar von C. G. Jung enthalten.

## Weblink
- Bardo Thödol